# Exetastes ridens
Exetastes ridens là một loài tò vò trong họ Ichneumonidae.